# Гейнсвілл (Техас)
Гейнсвілл (англ. Gainesville) — місто (англ. city) в США, в окрузі Кук штату Техас. Населення — 17 394 особи (2020).

## Географія
Гейнсвілл розташований за координатами 33°38′19″ пн. ш. 97°8′54″ зх. д. / 33.63861° пн. ш. 97.14833° зх. д. (33.638647, -97.148413).  За даними Бюро перепису населення США в 2010 році місто мало площу 49,32 км², з яких 49,25 км² — суходіл та 0,07 км² — водойми.

## Демографія
Згідно з переписом 2010 року, у місті мешкали 16 002 особи в 5944 домогосподарствах у складі 3914 родин. Густота населення становила 324 особи/км².  Було 6688 помешкань (136/км²).
Расовий склад населення:
| - 74,7 % — білих - 5,1 % — чорних або афроамериканців - 1,3 % — корінних американців - 1,3 % — азіатів - 0,1 % — вихідців з тихоокеанських островів - 14,2 % — осіб інших рас |

До двох чи більше рас належало 3,3 %. Частка іспаномовних становила 28,3 % від усіх жителів.
За віковим діапазоном населення розподілялося таким чином: 27,4 % — особи молодші 18 років, 58,3 % — особи у віці 18—64 років, 14,3 % — особи у віці 65 років та старші. Медіана віку мешканця становила 32,8 року. На 100 осіб жіночої статі у місті припадало 91,8 чоловіків;  на 100 жінок у віці від 18 років та старших — 87,2 чоловіків також старших 18 років.
Середній дохід на одне домашнє господарство  становив 53 455 доларів США (медіана — 39 047), а середній дохід на одну сім'ю — 60 435 доларів (медіана — 44 475). Медіана доходів становила 38 901 долар для чоловіків та 24 651 долар для жінок. За межею бідності перебувало 22,2 % осіб, у тому числі 36,5 % дітей у віці до 18 років та 8,4 % осіб у віці 65 років та старших.
Цивільне працевлаштоване населення становило 7465 осіб. Основні галузі зайнятості: мистецтво, розваги та відпочинок — 17,9 %, освіта, охорона здоров'я та соціальна допомога — 17,3 %, виробництво — 13,4 %, роздрібна торгівля — 13,0 %.